# D.J. MacHale
Donald James MacHale (nacido en Greenwich el 10 de  octubre de 1958) es un escritor, director y productor ejecutivo estadounidense adscrito de literatura infantil, más conocido por la serie literaria  de fantasía y ciencia ficción The Pendragon Adventure (diez volúmenes) y la serie de horror Morpheus Road (tres volúmenes) bajo el seudónimo D.J. MacHale. En televisión, ha estado asociado a las series Are You Afraid of the Dark?, Flight 29 Down y Seasonal Differences.

## Obras literarias
- Pendragon: Journal of an Adventure Through Time and Space (serie literaria), conocida como Bobby Pendragon en la traducción al francés de Patrick Eris.
- East of the Sun and West of the Moon (adaptación del cuento tradicional noruego homónimo).
- Morpheus Road (serie literaria).
- The Monster Princess (libro de ilustraciones).

## Filmografía

### Televisión
- ABC Afterschool Special (serie de televisión).
- Are You Afraid of the Dark? (serie de televisión).
- Flight 29 Down (serie de televisión).
- Seasonal Differences (serie de televisión).
- Ghostwriter (serie de televisión).
- Chris Cross (serie de televisión).

### Cine
- The Tale of Cutter's Treasure.
- The Tale of the Dangerous Soup.
- Tower of Terror.
- Encyclopedia Brown, Boy Detective.